# 11 декабря
11 декабря — 345-й день года (346-й в високосные годы) по григорианскому календарю.
До конца года остаётся 20 дней.
До 15 октября 1582 года — 11 декабря по юлианскому календарю, с 15 октября 1582 года — 11 декабря по григорианскому календарю.
В XX и XXI веках соответствует 28 ноября по юлианскому календарю.

## Праздники и памятные дни
См. также: Категория:Праздники 11 декабря

### Международные
- Международный день гор

### Национальные
- Аргентина — Национальный день танго[исп.]

### Религиозные
Православие
- Память преподобномученика и исповедника Стефана Нового (767)[4];
- память мученика Иринарха Севастийского и святых семи жен (303)[5];
- память святителя Феодора Ростовского, архиепископа (1394);
- память мучеников Стефана, Василия, Григория, другого Григория, Иоанна и иных многих (VIII в.)[6];
- память священномученика Серафима (Чичагова), митрополита (1937);
- память священномучеников Алексия Веселовского, Алексия Смирнова, Василия Завгороднего, пресвитеров, преподобномучеников Рафаила (Тюпина), иеромонаха, Викентия (Никольского), монаха (1937);
- память мученицы Параскевы Фёдоровой (1938);
- память священномученика Николая Крылова, пресвитера (1941);
- обретение мощей преподобноисповедника Сергия (Сребрянского), архимандрита (2000).

### Именины
- Василий, Григорий, Иван, Степан, Фёдор (Феодор), Сергей, Иринарх, Серафим, Пётр, Алексей, Рафаил, Викентий, Анисия, Параскева, Николай[7].

## События
См. также: Категория:События 11 декабря

### До XIX века
- 1098 — взятие отрядами крестоносцев под предводительством Боэмунда Тарентского и Раймунда Сен-Жильского сирийской крепости Мааррет-эн-Нууман[8].
- 1519 — Вальный сейм в Торуни принял решение о начале войны с Тевтонским орденом и ввёл налог на вербовку войск.
- 1618 — между Речью Посполитой и Русским царством подписано Деулинское перемирие завершившее Русско-польскую войну.
- 1659 — после осады столицы, Новая Курляндия сдалась силам Республики Соединённых Провинций.
- 1688 — Славная революция: Король Яков II бежал из Лондона, но был пойман рыбаком и доставлен в Лондон к Уильяму III.
- 1699 — Пётр I учредил Андреевский флаг в качестве официального флага Российского военного флота.

### XIX век
- 1816 — Индиана стала девятнадцатым штатом США.
- 1862 — Гражданская война в США: начало битвы при Фредериксберге.
- 1868
  - В ходе Войны тройственного альянса произошла битва при Авай, считающаяся самой кровавой в истории Южной Америки.
  - На конференции в Санкт-Петербурге по разработке законов войны, подписана Петербургская декларация (1868).
- 1879 — Сражение при Килла-Кази (Вторая англо-афганская война)
- 1899 — в ходе Второй Англо-Бурской войны состоялось сражение у Магерсфонтейна, в ходе которого бурские войска под командованием Пита Кронье нанесли поражение британским войскам под командованием Лорда Метьюэна.

### XX век
- 1915 — немецкая подводная лодка UC-13, вышедшая 12 ноября к кавказским берегам, в этот день попала в 11-балльный шторм и была выброшена на берег у устья реки Мелен. Посланные к ней для разгрузки две турецкие канонерские лодки «Таш-Койпрю» и «Иесгар» тем же днём, 11 декабря, были уничтожены у острова Кефкен артиллерийским огнём миноносцев «Пронзительный», «Дерзкий» и «Счастливый». Экипаж лодки замаскировал её со стороны моря окрашенным в цвет песка брезентом, придававшим лодке вид небольшого песчаного холма.
- 1941 — Германия и Италия объявили войну США.
- 1946 — при ООН организован ЮНИСЕФ.
- 1972 — Юджин Сернан и Харрисон Шмитт («Аполлон-17») совершили шестую и последнюю в XX веке посадку космического корабля на лунную поверхность.
- 1976 — спущен на воду на Щецинской судоверфи в Польше учебный корабль «Перекоп». Корабль был построен для ВМФ СССР по проекту 887 «Смольный».
- 1981
  - В ходе гражданской войны в Сальвадоре правительственные войска устроили резню в деревне Эль-Мозоте. Погибло более 700 человек.
  - Последний бой в карьере боксёра Мухаммеда Али.
- 1988 — крупнейшая авиакатастрофа в Армении (77 погибших).
- 1994
  - Российские войска вступили на территорию Чечни. Начало Первой Чеченской войны. Неофициально отмечается как День памяти русских солдат, погибших в Чечне.
  - В результате взрыва бомбы на борту самолёта Boeing 747-283BM компании Philippine Airlines погиб 1 человек и 10 пострадали.
- 1998 — Катастрофа A310 под Сураттхани, 101 погибший.
- 1999
  - В Москве открыта станция метро «Дубровка».
  - 31 канал сменил название на М1.
- 2000 — в США началась регулярная эксплуатация высокоскоростных поездов «Acela Express».

### XXI век
- 2001 — Китай стал членом Всемирной торговой организации.
- 2009 — вышла игра Angry Birds.
- 2010
  - На Манежной площади в Москве произошёл стихийный митинг русской молодёжи, которая требовала от властей защиты национальных прав русских, наказания всех виновных в убийстве Егора Свиридова, а также против коррупции в правоохранительных органах.
  - На Чистопрудном бульваре в Москве состоялся митинг общественного движения «Архнадзор» против ревизии закона «О культурном наследии народов Российской Федерации» путём внесения в него поправок, разрешающих реконструкцию памятников. Также митинги и пикеты по этому поводу прошли во многих городах России.
- 2019 — опубликованы результаты референдума о независимости Бугенвиля.

## Родились
См. также: Категория:Родившиеся 11 декабря

### До XIX века
- 17 до н. э. — Гней Домиций Агенобарб (ум. 40), римский консул 32 года, отец Нерона.
- 1445 — Эберхард V Бородатый (ум. 1496), граф Вюртемберга.
- 1475 — Лев X (в миру Джованни Медичи; ум. 1521), 217-й папа римский (1513—1521).
- 1712 — Франческо Альгаротти (ум. 1764), итальянский писатель, литературный критик и эссеист.
- 1725 — Джордж Мейсон (ум. 1792), американский политик-антифедералист.
- 1761 — Джованни Доменико Романьози (ум. 1835), итальянский философ и юрист.
- 1781 — Дейвид Брюстер (ум. 1868), шотландский физик.

### XIX век
- 1803 — Гектор Берлиоз (ум. 1869), французский композитор и дирижёр.
- 1810 — Альфред де Мюссе (ум. 1857), французский поэт, драматург и прозаик («Исповедь сына века», «Ночи» и др.).
- 1843 — Роберт Кох (ум. 1910), немецкий микробиолог, лауреат Нобелевской премии по физиологии и медицине (1905).
- 1856 — Георгий Плеханов (ум. 1918), русский философ, теоретик и пропагандист марксизма.
- 1863 — Энни Джамп Кэннон (ум. 1941), американская женщина-астроном.
- 1864 — Морис Леблан (ум. 1941), французский писатель, автор книг об Арсене Люпене.
- 1874 — Пауль Вегенер (ум. 1948), немецкий актёр театра и кино, кинорежиссёр (фильмы «Пражский студент», «Голем» и др.).
- 1882 — Макс Борн (ум. 1970), немецкий и британский физик-теоретик, математик, один из создателей квантовой механики, лауреат Нобелевской премии (1954).
- 1890 — Карлос Гардель (ум. 1935), аргентинский певец, композитор, актёр, знаменитый исполнитель танго.
- 1891 — В. Володарский (ум. 1918), деятель российского революционного движения, редактор, политик.
- 1897 — Николай Якушенко (ум. 1971), театральный актёр, мастер художественного слова, народный артист СССР.

### XX век
- 1907 — Аркадий Штейнберг (ум. 1984), русский советский поэт, переводчик, художник.
- 1908
  - Хоакун Джурхуус (ум. 1987), фарерский политический деятель, премьер-министр Фарер (1963—1967).
  - Ирэна Мишталь (ум. 2003), польская писательница и поэтесса русского происхождения, педагог, общественная деятельница.
  - Мануэл де Оливейра (ум. 2015), португальский кинорежиссёр и сценарист.
- 1911 — Цянь Сюэсэнь (ум. 2009), китайский ракетостроитель, основатель космической программы КНР.
- 1912 — Карло Понти (ум. 2007), итальянский кинопродюсер.
- 1913 — Жан Маре (ум. 1998), французский актёр театра и кино, писатель, художник, скульптор.
- 1916 — Перес Прадо (ум. 1989), кубинский музыкант и композитор, руководитель оркестра, «король мамбо».
- 1918 — Александр Солженицын (ум. 2008), русский писатель, драматург, публицист, поэт, общественный деятель, лауреат Нобелевской премии (1970).
- 1922
  - Дилип Кумар (наст. имя Мухаммад Юсуф Хан, ум. 2021), индийский киноактёр, продюсер, политик.
  - Николай Озеров (ум. 1997), спортсмен, спортивный комментатор, актёр театра и кино, народный артист РСФСР.
- 1925 — Евгений Оноприенко (ум. 1997), советский и украинский кинодраматург и сценарист.
- 1929 — Михаил Светин (при рожд. Гольцман; ум. 2015), советский и российский актёр театра и кино, народный артист РФ.
- 1930 — Жан-Луи Трентиньян (ум. 2022), французский актёр театра и кино, сценарист, кинорежиссёр.
- 1931
  - Юрий Мамлеев (ум. 2015), русский писатель, драматург, поэт и философ.
  - Ошо (при рожд. Чандра Мохан Джеин; ум. 1990), индийский религиозный деятель.
- 1933 — Сергей Тарасов, советский и российский кинорежиссёр и сценарист и актёр.
- 1943 — Джон Керри, американский политик, Госсекретарь США в 2013—2017 гг.
- 1944
  - Бренда Ли (при рожд. Брэнда Мэй Тарпли), американская певица.
  - Джанни Моранди, итальянский певец и музыкант.
- 1949 — Борис Щербаков, советский и российский актёр театра и кино, телеведущий, народный артист РФ.
- 1950
  - Александр Татарский (ум. 2007), советский и российский режиссёр, сценарист, продюсер, художник-мультипликатор.
  - Геннадий Москаль, украинский политический деятель, бывший губернатор Закарпатской области.
- 1953 — Андрей Макаревич, советский и российский певец, музыкант, лидер группы «Машина времени», народный артист РФ.
- 1958
  - Никки Сикс (Фрэнк Карлтон Серафино Феранна-мл.), бас-гитарист и автор песен американской рок-группы «Mötley Crüe».
  - Виктор Чайка, советский и российский композитор, поэт-песенник, музыкант, певец.
- 1968 — Фабрицио Раванелли, итальянский футболист.
- 1969 — Вишванатан Ананд, индийский гроссмейстер, 15-й чемпион мира по шахматам.
- 1970 — Михей (ум. 2002), российский певец, рэп-исполнитель, автор песен.
- 1972 — Даниэль Альфредссон, шведский хоккеист, олимпийский чемпион (2006)
- 1981 — Хавьер Савиола, аргентинский футболист, олимпийский чемпион (2004).
- 1982 — Хаджимурат Гацалов, российский борец, олимпийский чемпион (2004), пятикратный чемпион мира.
- 1992 — Малкольм Брогдон, американский баскетболист.
- 1996 — Хейли Стейнфилд, американская актриса, модель и певица.
- 1997 — Мэттью Ткачук, американский хоккеист.

## Скончались
См. также: Категория:Умершие 11 декабря

### До XIX века
- 384 — Дамасий I (р. 300), 37-й папа римский (366—384).
- 1582 — Великий герцог Альба (р. 1507), испанский государственный деятель и военачальник эпохи Контрреформации.
- 1610 — Адам Эльсхаймер (р. 1578), немецкий живописец и гравёр, мастер света в живописи.
- 1718 — Карл XII (р. 1682), король Швеции (1697—1718), полководец.
- 1756 — Теодор фон Нойхоф (р. 1694), немецкий авантюрист, король Корсики (1736—1743).
- 1783 — граф Роман Воронцов (р. 1707), русский государственный деятель, сенатор, отец Екатерины Дашковой.

### XIX век
- 1824 — князь Дмитрий Горчаков (р. 1758), русский поэт-сатирик и драматург.
- 1843 — Казимир Жан Франсуа Делавинь (р. 1793), французский поэт и драматург.
- 1865 — Константин Арсеньев (р. 1789), русский историк, географ и статистик.
- 1880 — Оливер Фишер Винчестер (р. 1810), американский предприниматель и политический деятель.
- 1891 — Александр Потебня (р. 1835), украинско-русский филолог-славист, автор учения о внутренней форме слова.

### XX век
- 1904 — Александр Морозов (р. 1835), живописец-передвижник, академик Петербургской академии художеств.
- 1905 — Леонид Трефолев (р. 1839), русский поэт, публицист.
- 1909 — Пётр Лесгафт (р. 1837), педагог, анатом, основоположник научной системы физического воспитания в России.
- 1913 — Авраам Хирш (р. 1828), французский архитектор, академик, директор Лионской академии художеств.
- 1918 — Иван Цанкар (р. 1876), словенский писатель.
- 1921 — Робер де Монтескью (р. 1855), французский писатель, денди, коллекционер, библиофил, покровитель искусств.
- 1930 — Хосе Торибио Медина (р. 1852), чилийский учёный, библиограф.
- 1941 — Шарль Эмиль Пикар (р. 1856), французский математик, иностранный почётный член АН СССР (1925).
- 1942 — погиб Симо Байич (р. 1903), партизан, Народный герой Югославии.
- 1945 — Шарль Фабри (р. 1867), французский физик, один из первооткрывателей озонового слоя в атмосфере Земли.
- 1964
  - Альма Малер-Верфель (р. 1879), австрийская деятельница культуры, супруга и спутница жизни ряда творческих людей.
  - убит Сэм Кук (р. 1935), американский певец.
- 1967 — Сидор Ковпак (р. 1887), генерал-майор, дважды Герой Советского Союза.
- 1975 — Нихаль Атсыз (р. 1905), турецкий писатель, крупнейший идеолог и теоретик пантюркизма.
- 1978 — Винсент дю Виньо (р. 1901), американский биохимик, лауреат Нобелевской премии по химии (1955).
- 1981 — Зоя Фёдорова (р. 1907), киноактриса, заслуженная артистка РСФСР.
- 1991
  - Михаил Ларченко (р. 1914), капитан Советской Армии, Герой Советского Союза.
  - Артур Лундквист (р. 1906), шведский поэт, прозаик, эссеист.
- 1994 — Юлий Райзман (р. 1903), кинорежиссёр, сценарист, народный артист СССР.
- 1997 — Эдди Чапмен (р. 1914), британский разведчик и двойной агент.
- 2000 — Н. Ричард Нэш (р. 1913), американский драматург, сценарист и романист.

### XXI век
- 2012
  - Галина Вишневская (р. 1926), советская и российская оперная певица (сопрано) и театральный режиссёр, народная артистка СССР.
  - Рави Шанкар (р. 1920), индийский музыкант, исполнитель на ситаре, композитор.
- 2020
  - Николай Иванов (р. 1943), советский и российский актёр театра и кино. Народный артист России (1992).
  - Ким Ки Дук (р. 1960), южнокорейский кинорежиссёр, обладатель «Золотого льва» Венецианского кинофестиваля.
  - Лев Щеглов (р. 1946), советский и российский сексолог и психотерапевт.
- 2023
  - Андре Брауэр (р. 1962), американский актёр, обладатель премии «Эмми» (1998, 2006).
  - Полен Обам-Нгема (р. 1934), политический и государственный деятель Габона, премьер-министр Габона (1994 — 1999).

## Приметы
- Иринарх.
  - День для гаданий, ходят слушать воду в колодцах, если слышен плеск — будут деньги.

- Сойкин день.
  - День, когда в старину почитали соек из вороньего семейства. Считалось, если она позовёт в этот день, к окну прилетит или у крыльца станет кричать, — то это предвестие, знак следовать за ней (птица-сойка грядущее приоткрывает и хлопочет о счастье твоём)[9].